# Cladonia piedadensis
Cladonia piedadensis är en lavart som beskrevs av Ahti. Cladonia piedadensis ingår i släktet Cladonia och familjen Cladoniaceae.   Inga underarter finns listade i Catalogue of Life.